# Prvenstvo Hrvatske u hokeju na travi 1998./99.
Prvenstvo Hrvatske u hokeju na travi na 1998./99. je osvojio Marathon iz Zagreba. 

## Ljestvice i rezultati

### 1.A liga
| mj | klub                       | ut | pob | neod | por | golovi | bod |
| -- | -------------------------- | -- | --- | ---- | --- | ------ | --- |
| 1. | Marathon Zagreb            | 10 | 10  | 0    | 0   | 71:10  | 30  |
| 2. | Jedinstvo Zagreb           | 10 | 6   | 1    | 3   | 27:14  | 19  |
| 3. | Mladost Zagreb             | 10 | 5   | 3    | 2   | 33:20  | 18  |
| 4. | Zelina (Sveti Ivan Zelina) | 10 | 2   | 3    | 5   | 19:39  | 9   |
| 5. | Trešnjevka Zagreb          | 10 | 2   | 0    | 8   | 11:42  | 6   |
| 6. | Concordia Zagreb           | 10 | 1   | 1    | 8   | 11:47  | 4   |

### 1.B liga
| mj | klub              | ut | pob | neod | por | golovi | bod |
| -- | ----------------- | -- | --- | ---- | --- | ------ | --- |
| 1. | Trnje Zagreb      | 10 | 8   | 1    | 1   | 37:9   | 25  |
| 2. | Atom Zagreb       | 10 | 7   | 1    | 2   | 45:15  | 21  |
| 3. | Zagreb            | 10 | 6   | 0    | 4   | 25:20  | 18  |
| 4. | Akademičar Zagreb | 10 | 6   | 0    | 4   | 27:27  | 18  |
| 5. | Sloga Zagreb      | 10 | 2   | 0    | 8   | 23:34  | 6   |
| 6. | Infosistem Zagreb | 10 | 0   | 0    | 10  | 12:64  | 0   |

### Kvalifikacije za 1.A ligu
Trnje Zagreb - Concordia Zagreb 0:3

## Ukupni poredak
1. Marathon Zagreb
2. Jedinstvo Zagreb
3. Mladost Zagreb
4. Zelina (Sveti Ivan Zelina)
5. Trešnjevka Zagreb
6. Concordia Zagreb
7. Trnje Zagreb
8. Atom Zagreb
9. Zagreb
10. Akademičar Zagreb
11. Sloga Zagreb
12. Infosistem Zagreb